# 鸟喙：加拉帕格斯群岛考察记
《鸟喙：加拉帕格斯群岛考察记》是一本由美国科普作家乔纳生·威诺创作的演化生物学專著，介绍了科隆群岛上的鸟类进化，1994年由克诺夫出版社出版，获得了1995年的普立茲非小說獎。